# Ventosela (Ribadavia)
Ventosela (llamada oficialmente San Paio de Ventosela) es una parroquia y un lugar del municipio español de Ribadavia, en la provincia de Orense, Galicia.

## Toponimia
La parroquia también es conocida por el nombre de San Pelagio de Ventosela.

## Organización territorial
La parroquia está formada por cinco entidades de población:
- A Quinza
- Sampaio (San Paio)
- Santa Cristina
- Valdepereira (Val de Pereira)
- Ventosela

## Demografía

### Parroquia
| Gráfica de evolución demográfica de Ventosela (parroquia) entre 2000 y 2023 |
|                                                                             |
| Datos según el nomenclátor publicado por el INE.                            |

### Lugar
| Gráfica de evolución demográfica de Ventosela (lugar) entre 2000 y 2023 |
|                                                                         |
| Datos según el nomenclátor publicado por el INE.                        |